# Ústřední knihovna Slovenské akademie věd
Ústřední knihovna Slovenské akademie věd je vědecká knihovna, hlavní knihovna Slovenské akademie věd a ústřední knihovna knihovnicko-informační sítě SAV, její specializované pracoviště. Její knihovní fond se skládá z „knih, periodik a dalších základních dokumentů ze všech vědních oborů a jazykových oblastí, encyklopedické literatury, literatury interdisciplinárního zaměření, vysokoškolských učebnic, vědeckých prací vydaných v SAV a krásné literatury“. Koncem roku 2013 měla knihovna celkem 558 991 těchto jednotek. Zároveň měla 4640 registrovaných uživatelů, 72 315 návštěvníků, 50 562 výpůjček.

## Dějiny
Svůj současný název nese knihovna od dubna 1954. Spravuje však fondy knihoven, které byly založeny dříve: Knihovny Slovenské akademie věd a umění (1942–1953), Knihovny Slovenské učené společnosti (1938–1942) a Knihovny Učené společnosti Šafárikovy (1926 – 1928) jakož i Lyceální knihovny (evangelického lycea) s počátkem v 17. století. Spravuje také část fondu knihovny Spolku přírodovědců a lékařů v Bratislavě, založeného v roce 1856, fond bývalé Maďarské společnosti pro vědu, literaturu a umění v Bratislavě, fond starší knihovny SNR a knihovny bývalého Československo-sovětského institutu. V roce 1953 vznikla SAV a po SAVU přebrala i její hlavní knihovnu a knihovní fond v rozsahu 70 000 jednotek. Knihovna byla v roce 1954 přejmenována na Ústřední knihovnu Slovenské akademie věd.

## Knihovní fond
Ústřední knihovna SAV má od roku 1947 právo povinného výtisku knih vydaných na Slovensku, do roku 1992 také z území dnešní České republiky. S Akademií věd České republiky si však vyměňuje publikace. Knihovna odebírá přes 800 periodik, z toho 200 zahraničních. Od roku 1994 knihovna shromažďuje publikace Světové banky a od roku 2001 Mezinárodního měnového fondu. Knihovna také vlastní sbírku historických knih a rukopisů ze 16. až 19. století. Mezi její historickými sbírkami je nejznámější sbírka Lyceální knihovny z Bratislavy. Knihovna disponuje několika studovnami a sklady. V roce 1984 obsahovala 1,7 milionu knihovních jednotek.
V roce 2013 knihovna získala 6 678 knižních jednotek a 889 titulů periodik.

## Služby
Knihovna poskytuje 55 hodin výpůjčních služeb týdně. V roce 2013 250 dnů ročně. Pro vědecké pracovníky SAV se poskytovaly vedle základních i speciální služby, např. mezinárodní meziknihovní výpůjční služba, dlouhodobé výpůjčky, zpřístupňování vnějších elektronických informačních zdrojů, přidělování periodik získaných mezinárodní výměnou, rešeršní služby, metodické a školící služby a konzultace.